# Molekulare Phylogenie-Analyse
Molekulare Phylogenie-Analysen werden zur Klärung der evolutionären Verwandtschaftsverhältnisse von Organismen mittels molekularbiologischer Methoden vorgenommen.

## Hintergrund
„Evolution“ äußert sich durch Veränderungen auf Ebene von Nukleotid- oder Proteinsequenzen. Diese Veränderungen sind graduell und quantitativ wie auch qualitativ erfassbar. Die Entstehung von Spezies ist evolutionär ein hierarchischer Prozess. Da nur eine historisch korrekte, „tatsächliche“ Phylogenie existiert versuchten Biologen seit jeher die Verwandtschaftsverhältnisse von Organismen zu klären.

## Methodik
Die Wissenschaft von der Erforschung der Phylogenese bezeichnet man auch als Phylogenetik. Ihre Ergebnisse fließen in die Taxonomie ein. Traditionell kommen Methoden zum Einsatz wie, die Auswertung von strukturellen (morphologischen) und anatomischen Merkmalen von Fossilien, dem Vergleich der morphologischen, anatomischen und physiologischen Merkmale rezenter Lebewesen (Analyse von Homologien) und der Vergleich der Ontogenese vorwiegend rezenter Lebewesen.
Durch molekulargenetische Analysen der DNA, beispielsweise durch DNA-Sequenzanalyse können seit ca. 1970 weitreichende Vergleichsdaten zu den Verwandtschaftsgraden ermittelt werden und daraus ein phylogenetischer Baum erstellt werden, der die rekonstruierten Verwandtschaftsverhältnisse darstellt.

## Beispielpublikationen
- Claudia Drees, Sybille Hüfner, Andrea Matern, Gabriel Nève, Thorsten Assmann: Repeated sampling detects gene flow in a flightless ground beetle in a fragmented landscape. In: Hereditas. Band 148, Nr. 1, 2011, S. 36–45, doi:10.1111/j.1601-5223.2010.02212.x (Ökologische Untersuchungen mit genetischer Methodik).